# Erwin Bouterse
Erwin Bouterse (1947) is een Surinaams-Nederlands soul-, funk- en discozanger en arrangeur. In Suriname zong hij voor The Soul Kids en The Falling Stones. Begin jaren 1970 vertrok hij naar Nederland en zong hij onder meer met zijn formatie The Group Roetoe.

## Biografie
Bouterse begon zijn muziekloopbaan als leadzanger van The Soul Kids, waarmee hij optrad in nachtclubs in Paramaribo. Tot 1972 zong hij in The Falling Stones en korte tijd daarna vertrok hij naar Nederland.
In Nederland werkte hij samen met het Glenn Weisz Orkest en enkele andere muziekgroepen, zoals The Rhythm Cosmos. De groep ging mee in de muziektrend van disco en funk eind jaren 1970 en begin jaren 1980, inclusief het hoge stemgeluid en laag uitgesneden glitterpakken.
Vervolgens trad hij op als Erwin Bouterse & The Group Roetoe. In het nummer Groovy weekend combineerde hij funk en soul met de Surinaamse muziekstijl kaseko. Hij schreef zelf de arrangementen en zong in het Sranantongo. In 1979 sloeg hij met deze groep de richting in van gevoelige soulmuziek waarin beïnvloeding door Percy Sledge, Mighty Sparrow en Max Nijman te horen is. In 1983 was hij een van de artiesten op de elpee Surinam! Boogie & disco funk from the Surinamese dance floors '76-'83.
Hij trad in die jaren op tijdens evenementen in Ahoy en De Doelen in Rotterdam en op het Museumplein in Amsterdam. Ook wordt hij op latere leeftijd geregeld gevraagd voor optredens in Suriname, zoals meermaals in de Anthony Nesty Sporthal. In 2019 werd hij samen met drie andere artiesten door Suriname's president Desi Bouterse onderscheiden tot Officier in de Ere-Orde van de Gele Ster.